# Saison 1984-1985 de l'Élan sportif chalonnais
Saison 1984-1985 de l'Élan chalon en Nationale 3, avec un maintien dans cette division.

## Effectifs
| Nationalité | Joueur              | Taille |
| ----------- | ------------------- | ------ |
|             | Laurent Boudias     | 1,86 m |
|             | Philippe Pandrot    |        |
|             | Philippe Archer     | 1,95 m |
|             | Éric Jullien-Martin | 1,90 m |
|             | Cyril Vincent       | 1,88 m |
|             | Denis Poyol         | 1,92 m |
|             | Gilles Schneider    | 1,88 m |
|             | Yves Duvernois      | 1,91 m |
|             | Grzegorz Korcz      | 1,94 m |

- Entraineur :  Grzegorz Korcz

## Matchs

### Championnat

#### Matchs aller
- Chalon-sur-Saône / Châteaudun : 67-76
- Stade Auxerre / Chalon-sur-Saône : 85-81
- Chalon-sur-Saône / Bourg-en-Bresse : 67-63
- Annemasse / Chalon-sur-Saône : 85-87
- Chalon-sur-Saône / Aix-les-Bains : 71-96
- Montferrand / Chalon-sur-Saône : 126-55
- Chalon-sur-Saône / AL Gerland Mouche : 71-78
- Pierre Bénite / Chalon-sur-Saône : 66-65
- Chalon-sur-Saône / Montbrison : 75-78
- Chamalières / Chalon-sur-Saône : 83-85
- Cournon / Chalon-sur-Saône : 119-71

#### Matchs retour
- Châteaudun / Chalon-sur-Saône : 88-59
- Chalon-sur-Saône / Stade Auxerre : 82-57
- Bourg-en-Bresse / Chalon-sur-Saône : 67-57
- Chalon-sur-Saône / Annemasse : 95-74
- Aix-les-Bains / Chalon-sur-Saône : 120-73
- Chalon-sur-Saône / Montferrand : 45-100
- AL Gerland Mouche / Chalon-sur-Saône : 82-75
- Chalon-sur-Saône / Pierre Bénite : 69-90
- Montbrison / Chalon-sur-Saône : 89-71
- Chalon-sur-Saône / Chamalières : 84-105
- Chalon-sur-Saône / Cournon : 88-87

### Coupe de Franceamateur
- JA Saint-Vallier / Chalon-sur-Saône : 63-57

## Bilan
L'Elan Sportif Chalonnais finit 9e sur 12 avec 6 victoires pour 16 défaites. Le club se maintient en Nationale 3.

## Sources
- « Élan Chalon (20 ans de championnat de France) », supplément du Journal de Saône-et-Loire.